# Élections régionales de 2020 dans les Pouilles
Les élections régionales de 2020 dans les Pouilles (en italien : Elezioni regionali del 2020 in Puglia) ont lieu les 20 et 21 septembre 2020 afin d'élire le président et les conseillers de la XIe législature du conseil régional des Pouilles pour un mandat de cinq ans.
Le scrutin voit la reconduction de la coalition de centre gauche, malgré un léger recul.

## Contexte
Initialement prévues le 31 mai, les élections sont reportées à une date indéterminée du fait de la progression de la pandémie de maladie à coronavirus, qui oblige le gouvernement italien à mettre en quarantaine le pays tout entier le 10 mars. Le gouvernement décide par conséquent à la mi avril de reporter l'ensemble des scrutins régionaux à des dates comprises entre le 15 septembre et le 15 décembre 2020. Les dates des 20 et 21 septembre sont finalement retenues, le scrutin étant organisé sur deux jours afin de limiter la présence simultané d'un nombre trop important d'électeurs dans les bureaux de vote. Les élections interviennent en même temps que celles de six autres régions ainsi que d'un référendum constitutionnel sur la baisse du nombre de parlementaires,.

## Système électoral

Région des Pouilles.

Les Pouilles sont une  région italienne à statut simple. Le conseil régional ainsi que son président sont élus simultanément au suffrage universel direct. Les 50 conseillers sont élus au scrutin proportionnel plurinominal avec listes ouvertes, panachage, vote préférentiel et seuil électoral de 8 %, tandis que le président est élu au scrutin uninominal majoritaire à un tour. Ce dernier se présente obligatoirement en tant que candidat d'une liste en lice pour le conseil régional, ce qui interdit de fait les candidatures sans étiquettes.
La liste du président élu reçoit d'emblée une prime majoritaire portant sa part des sièges au minimum à la majorité absolue du total. La liste reçoit ainsi 27 sièges si elle est arrivée en tête avec moins de 35 % des suffrages, 28 sièges si elle a obtenu entre 35 et 40 %, et 29 sièges au-delà de 40 %. Les sièges restants sont ensuite repartis à la proportionnelle aux différentes listes ayant franchi le seuil électoral, et à leurs candidats en fonction des votes préférentiels qu'ils ont recueillis. Le seuil de 8 % est abaissé à 4 % pour les listes se présentant au sein d'une coalition ayant atteint le seuil de base. Par ailleurs, le président élu devient de droit membre du conseil, ce qui porte le total de conseillers à 51.

### Modalités
L'électeur vote sur un même bulletin pour un candidat à la présidence et pour la liste d'un parti. Il a la possibilité d'exprimer ce vote de plusieurs façons.
- Soit voter pour une liste, auquel cas son vote s'ajoute également à ceux pour le candidat à la présidence soutenu par la liste. Il a également la possibilité d'exprimer un vote préférentiel pour deux candidats de son choix sur la liste en écrivant leurs noms. Il ne doit dans ce cas pas écrire les noms de deux candidats de même sexe, ni un seul nom.

- Soit ne voter que pour un candidat à la présidence, auquel cas son vote n'est pas étendu à sa liste.

- Soit préciser son vote pour un candidat et son vote pour une liste. Contrairement à plusieurs autres régions italiennes, l'électeur peut effectuer un panachage en choisissant un candidat à la présidence et une liste ne faisant pas partie de celles soutenant le candidat choisi[5].

### Répartition des sièges
| Provinces              | Sièges | +/-           |  |
| Bari                   | 11     | 1             |  |
| Barletta-Andria-Trani  | 5      | 2             |  |
| Brindisi               | 5      | 1             |  |
| Foggia                 | 10     | 2             |  |
| Lecce                  | 10     | 1             |  |
| Tarente                | 8      | en stagnation |  |
| Président de la région | 2      | 1             |  |
| Total                  | 51     | en stagnation |  |

## Résultats
|                          |                           |            |            |                      |                                                 |                                                     |           |               |               |               |               |       |
| Présidence               | Présidence                | Présidence | Présidence | Présidence           | Conseil                                         | Conseil                                             | Conseil   | Conseil       | Conseil       | Conseil       | Conseil       | Total |
| Candidats                | Candidats                 | Votes      | %          | Élus                 | Partis                                          | Partis                                              | Votes     | %             | +/-           | Sièges        | +/-           | Total |
|                          | Michele Emiliano (Ind.)   | 871 028    | 46,83      | 1                    |                                                 |                                                     |           |               |               |               |               |       |
|                          | Michele Emiliano (Ind.)   | 871 028    | 46,83      | 1                    | Parti démocrate (PD)                            | 289 188                                             | 17,25     | 2,55          | 16            | 3             |               |       |
|                          | Michele Emiliano (Ind.)   | 871 028    | 46,83      | 1                    | Avec Emiliano                                   | 110 559                                             | 6,59      | Nv.           | 6             | 6             |               |       |
|                          | Michele Emiliano (Ind.)   | 871 028    | 46,83      | 1                    | Populaires avec Emiliano (avec CD-AP-diss. UdC) | 99 621                                              | 5,94      | 0,25          | 5             | 1             |               |       |
|                          | Michele Emiliano (Ind.)   | 871 028    | 46,83      | 1                    | Sens civique (avec Art.1-PRI)                   | 69 780                                              | 4,16      | Nv.           | —             | en stagnation |               |       |
|                          | Michele Emiliano (Ind.)   | 871 028    | 46,83      | 1                    | Italie en commun (IiC) (avec M24A)              | 64 886                                              | 3,87      | Nv.           | —             | en stagnation |               |       |
|                          | Michele Emiliano (Ind.)   | 871 028    | 46,83      | 1                    | Pouilles vertes et solidaires (avec SI-PSI-EV)  | 63 725                                              | 3,80      | 3,40          | —             | 4             |               |       |
|                          | Michele Emiliano (Ind.)   | 871 028    | 46,83      | 1                    | Emiliano pour la présidence                     | 43 404                                              | 2,59      | 7,15          | —             | 6             |               |       |
|                          | Michele Emiliano (Ind.)   | 871 028    | 46,83      | 1                    | Parti animaliste italien (PAI)                  | 5 573                                               | 0,33      | Nv.           | —             | en stagnation |               |       |
|                          | Michele Emiliano (Ind.)   | 871 028    | 46,83      | 1                    | Gauche alternative                              | 4 192                                               | 0,25      | Nv.           | —             | en stagnation |               |       |
|                          | Michele Emiliano (Ind.)   | 871 028    | 46,83      | 1                    | Retraités, invalides et jeunes ensemble         | 3 119                                               | 0,19      | 0,23          | —             | en stagnation |               |       |
|                          | Michele Emiliano (Ind.)   | 871 028    | 46,83      | 1                    | Parti du Sud (PdS)                              | 1 410                                               | 0,08      | N/A           | —             | en stagnation |               |       |
|                          | Michele Emiliano (Ind.)   | 871 028    | 46,83      | 1                    | Parti Pensée et Action                          | 1 243                                               | 0,07      | Nv.           | —             | en stagnation |               |       |
|                          | Michele Emiliano (Ind.)   | 871 028    | 46,83      | 1                    | Sud indépendant                                 | 1 179                                               | 0,07      | Nv.           | —             | en stagnation |               |       |
|                          | Michele Emiliano (Ind.)   | 871 028    | 46,83      | 1                    | Démocratie chrétienne                           | 1 047                                               | 0,06      | Nv.           | —             | en stagnation |               |       |
|                          | Michele Emiliano (Ind.)   | 871 028    | 46,83      | 1                    | Les Libéraux                                    | 806                                                 | 0,05      | Nv.           | —             | en stagnation |               |       |
| Total Centre-gauche      | Total Centre-gauche       | 871 028    | 46,83      | 1                    | 759 732                                         | 45,32                                               | 2,96      | 27            | 2             | 28            |               |       |
|                          | Raffaele Fitto (FdI)      | 724 928    | 38,93      | 1                    |                                                 |                                                     |           |               |               |               |               |       |
|                          | Raffaele Fitto (FdI)      | 724 928    | 38,93      | 1                    | Frères d'Italie (FdI)                           | 211 693                                             | 12,63     | 10,18         | 6             | 6             |               |       |
|                          | Raffaele Fitto (FdI)      | 724 928    | 38,93      | 1                    | Ligue (Lega)                                    | 160 507                                             | 9,57      | 7,15          | 4             | 4             |               |       |
|                          | Raffaele Fitto (FdI)      | 724 928    | 38,93      | 1                    | Forza Italia (FI)                               | 149 399                                             | 8,91      | 2,46          | 4             | 1             |               |       |
|                          | Raffaele Fitto (FdI)      | 724 928    | 38,93      | 1                    | Les Pouilles de demain                          | 141 201                                             | 8,42      | Nv.           | 3             | 3             |               |       |
|                          | Raffaele Fitto (FdI)      | 724 928    | 38,93      | 1                    | Liste commune UdC-NPSI                          | 31 736                                              | 1,83      | N/A           | —             | en stagnation |               |       |
| Total Centre-droit       | Total Centre-droit        | 724 928    | 38,93      | 1                    | 694 536                                         | 41,43                                               | 8,42      | 17            | 4             | 18            |               |       |
|                          | Antonella Laricchia (M5S) | 207 038    | 11,12      | —                    |                                                 | Mouvement 5 étoiles                                 | 165 243   | 9,86          | 7,33          | 5             | 3             |       |
|                          | Antonella Laricchia (M5S) | 207 038    | 11,12      | —                    | Les Pouilles du futur                           | 9 897                                               | 0,59      | Nv.           | —             | en stagnation |               |       |
| Total Coalition M5S      | Total Coalition M5S       | 207 038    | 11,12      | —                    | 175 140                                         | 10,45                                               | 6,74      | 5             | 3             | 5             |               |       |
|                          | Ivan Scalfarotto          | 29 808     | 1,60       | —                    |                                                 | Italia Viva (IV)                                    | 18 025    | 1,08          | Nv.           | —             | en stagnation |       |
|                          | Ivan Scalfarotto          | 29 808     | 1,60       | —                    | Scalfarotto pour la présidence (+Eu-Az)         | 5 062                                               | 0,30      | Nv.           | —             | en stagnation |               |       |
|                          | Ivan Scalfarotto          | 29 808     | 1,60       | —                    | Futur vert (Volt-PLI-ALI)                       | 1 888                                               | 0,11      | en stagnation | —             | en stagnation |               |       |
| Total Coalition libérale | Total Coalition libérale  | 29 808     | 1,60       | —                    | 24 975                                          | 1,49                                                | Nv.       | —             | en stagnation | 0             |               |       |
|                          | Mario Conca               | 16 531     | 0,89       | —                    |                                                 | Citoyens apuliens                                   | 12 162    | 0,73          | Nv.           | 0             | en stagnation | 0     |
|                          | Nicola Cesaria            | 7 222      | 0,39       | —                    |                                                 | Travail, environnement et constitution (PRC-PCI-RS) | 5 880     | 0,35          | 0,56          | 0             | en stagnation | 0     |
|                          | Pierfranco Bruni          | 3 115      | 0,17       | —                    |                                                 | Flamme tricolore (MSFT)                             | 2 362     | 0,14          | Abs.          | 0             | en stagnation | 0     |
|                          | Andrea D'Agosto           | 2 353      | 0,13       | —                    |                                                 | Reconquérir l'Italie                                | 1 712     | 0,10          | Nv.           | 0             | en stagnation | 0     |
|                          |                           |            |            |                      |                                                 |                                                     |           |               |               |               |               |       |
| Votes valides            | Votes valides             | 1 862 023  | 92,67      |                      | Votes valides                                   | Votes valides                                       | 1 676 499 | 83,34         |               |               |               |       |
| Votes blancs et nuls     | Votes blancs et nuls      | 149 658    | 7,33       | Votes blancs et nuls | Votes blancs et nuls                            | 335 182                                             | 16,66     |               |               |               |               |       |
| Total candidats          | Total candidats           | 2 011 681  | 100        | 2                    | Total partis                                    | Total partis                                        | 2 011 681 | 100           | -             | 49            | 1             | 51    |
| Abstentions              | Abstentions               | 1 553 333  | 43,57      |                      |                                                 |                                                     |           |               |               |               |               |       |
| Inscrits/Participation   | Inscrits/Participation    | 3 565 014  | 56,43      |                      |                                                 |                                                     |           |               |               |               |               |       |